# Бетаньский, Антоний Вацлав
Антоний Вацлав Бетанский (пол. Antoni Wacław Betański; 13 июня 1715, Прага, Габсбургская монархия — 22 января 1786, Бжозув (ныне Подкарпатское воеводство, Польша) — римско-католический епископ, коадьютор Перемышльский (1781—1783), первый ректор Львовского университета в 1784—1785 годах.

## Биография
Чешского происхождения. С 1758 года служил секретарём Гетмана великого коронного Яна Клеменса Браницкого, благодаря которому  стал приходским священником в Тычине (1770–1783). Организовал при церкви три братства: св. Троицы, Успенской Богоматери и св. Екатерины. 
В апреле 1781 года подтвержден епископом - коадьютором Перемышльской епархии и назначен титулярным епископом Троады. После смерти епископа-ординария Юзефа Тадеуша Керского (16 января 1783 г.), стал его преемником.
В 1784-1785 годах был первым ректором Львовского университета, который был создан на базе Львовской Иезуитской коллегии.
Похоронен на приходском кладбище в Бжозуве.